# Inventari dels Fons Musicals de Catalunya
L'Inventari dels Fons Musicals de Catalunya o IFMuC és un catàleg en línia creat pel projecte IFMuC del Departament d'Art i Musicologia de la Universitat Autònoma de Barcelona, per tal col·laborar en la recuperació de la memòria musical de Catalunya.
IFMuC es va posar en marxa el 2001, sota la coordinació de Josep Maria Gregori i Cifré, sent un projecte hereu de la labor i de les actuacions aplicades a la recuperació del patrimoni musical de Catalunya que Francesc Bonastre i Bertran va endegar i desenvolupar des del Centre de Documentació Musical de la UAB (1973-1979) i l'Institut de Musicologia Josep Ricart i Matas (1980-2016).
L'objectiu primordial d'IFMuC és dur a terme la catalogació dels fons de partitures, manuscrites i impreses que es conserven en arxius, biblioteques, museus i centres de documentació distribuïts arreu del mapa de Catalunya.
El repertori compositiu objecte de les catalogacions es presenta reunit a través de les col·leccions «manuscrits d'autor» (Au), «manuscrits anònims» (An), «llibres corals» (LC), «llibres de faristol» (LF) i «impresos» (Imp), les quals es poden consultar gràcies als catàlegs impresos de la col·lecció Inventaris dels Fons musicals de Catalunya Arxivat 2019-12-22 a Wayback Machine. i als respectius registres informatitzats en la Base de Dades IFMuC Arxivat 2019-12-22 a Wayback Machine., de lliure accés. A mesura que el projecte avança, IFMuC confecciona i manté, amb una periodicitat anual, el Cens de fons musicals de Catalunya Arxivat 2019-12-22 a Wayback Machine..
Així mateix, i en col·laboració amb FICTA edicions, impulsa la col·lecció Mestres Catalans Antics codirigida pels doctors Bernat Cabré i Cercós i Josep Maria Gregori i Cifré. Una col·lecció que a raó de dos o tres volums anuals publica una selecció de partitures conservades en els fons inventariats.